# HD145453
HD145453 — хімічно пекулярна зоря спектрального класу
A6 й має видиму зоряну величину в смузі V приблизно  9,4.